# Qian Xuan

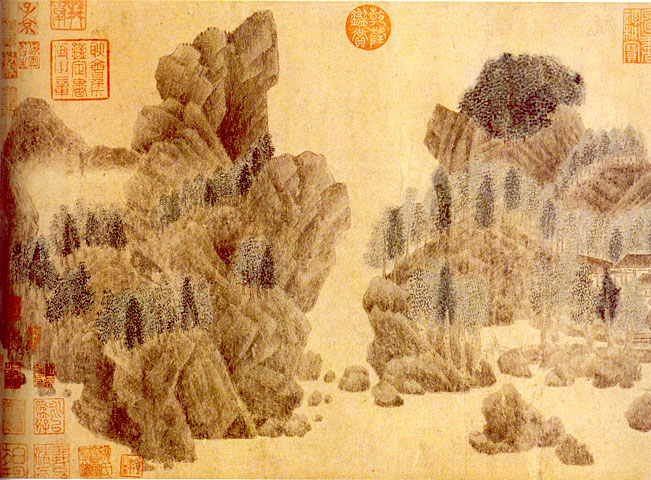
Woning in de drijvende Jadebergen (浮玉山居), collectie Shanghai-museum

Qian Xuan (traditioneel Chinees: 錢選; 1235-1305) was een Chinees kunstschilder uit de late Song en de Yuan-periode. Zijn omgangsnaam was Shunju (舜舉) en zijn artistieke namen Yutan (玉潭), Xilan Weng (習嬾翁) en Zhachuan Weng (霅川翁).

## Biografie
Qian was afkomstig uit Hu Zhou (湖州), het huidige Wuxing in Zhejiang. Hij was een ambitieus literator tijdens de Zuidelijke Song, maar slaagde er niet in om hoge graden te behalen in het Chinees examenstelsel. Toen de Mongoolse Yuan-dynastie in 1276 de macht greep in het zuiden van China, moest Qian zijn pogingen opgeven. Qians vriend Zhao Mengfu (1254–1322) bekleedde een positie aan het hof van de kan, maar Qian weigerde elke post. Om moeilijkheden te voorkomen gaf hij als reden zijn hoge leeftijd op, maar het is bekend dat hij een Song-loyalist was.
Na 1276 wijdde Qian zich volledig aan de schilderkunst. Hij maakte veel afbeeldingen van dieren en kwam zo bekend te staan als een 'vacht- en verenschilder'. Daarnaast maakte hij ook vogel- en bloemschilderingen, portretten en shan shui-landschappen.
Qians werk was een mix van het naturalisme, dat zeer populair was aan het hof van de Song, en de ruwe stijl van de Tang-periode. Veel van zijn werken bevatten een toespeling op zijn wens dat de Chinese heerschappij zou terugkeren.
- Gemeinsame Normdatei: 142678848
- International Standard Name Identifier: 0000 0000 8979 5954
- Library of Congress Control Number: no2011152865
- National Gallery of Victoria: 28417
- Union List of Artist Names: 500324493
- Virtual International Authority File: 130960661
- WorldCat: E39PBJyxdRt79FBXVkpCxrbjmd